# Вільміноре-ді-Скальве
Вільміноре-ді-Скальве (італ. Vilminore di Scalve) — муніципалітет в Італії, у регіоні Ломбардія, провінція Бергамо.
Вільміноре-ді-Скальве розташоване на відстані близько 500 км на північний захід від Рима, 95 км на північний схід від Мілана, 50 км на північний схід від Бергамо.
Населення — 1496 осіб (2014).

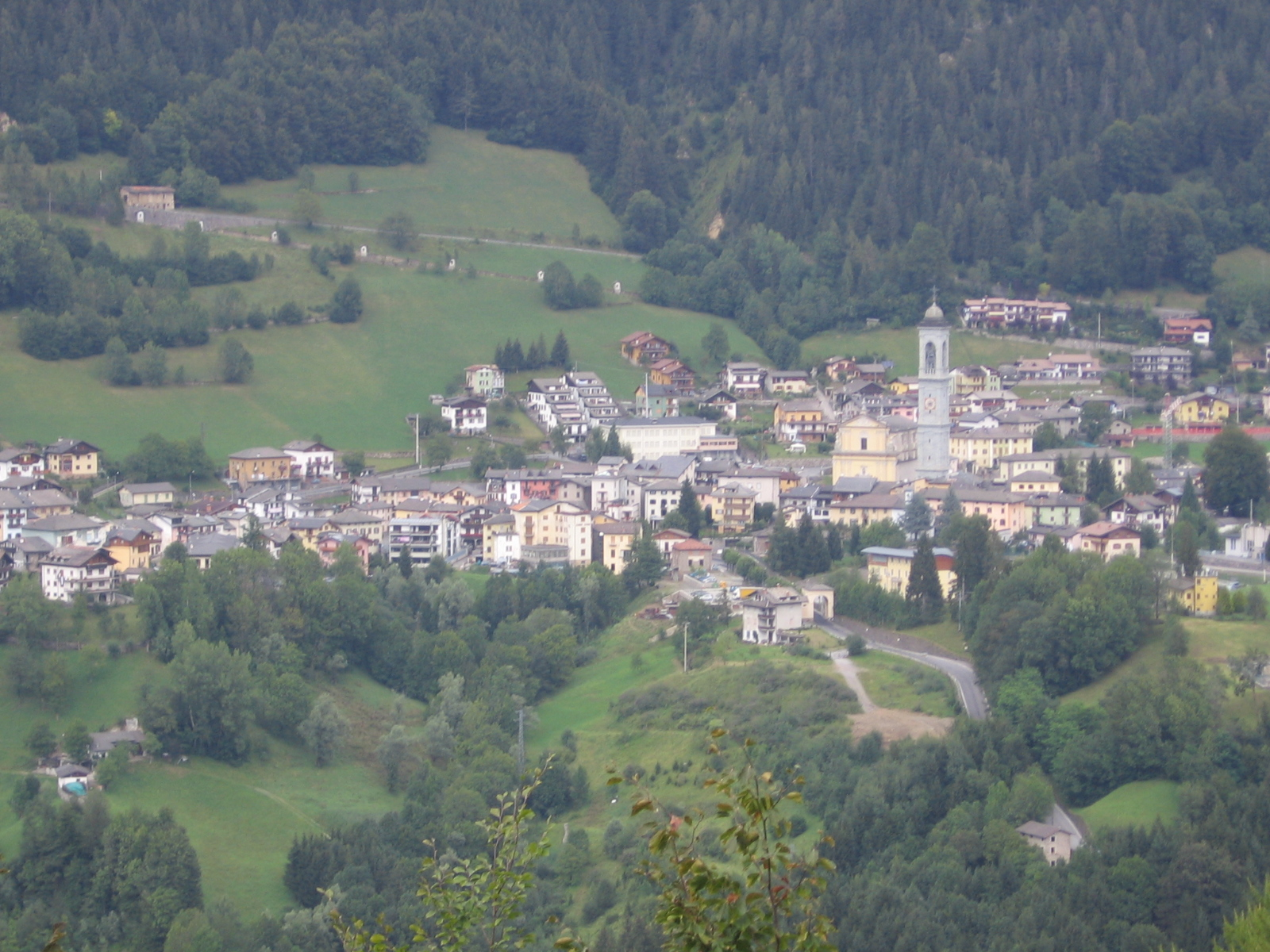

Щорічний фестиваль відбувається 15 серпня. Покровителька — Богородиця Небовзята.

## Демографія
Населення за роками:

Станом на 1 січня 2023 року в муніципалітеті офіційно проживали 32 іноземці з 13 країн, серед них 7 громадян країн Євросоюзу та 6 громадян України.

## Сусідні муніципалітети
- Аццоне
- Колере
- Громо
- Ольтрессенда-Альта
- Роветта
- Скільпаріо
- Тельйо
- Вальбондьйоне